# Altilia
Altilia ist eine italienische Gemeinde in der Provinz Cosenza in der Region Kalabrien mit 687 Einwohnern (Stand 31. Dezember 2023).
Altilia liegt 36 km südlich von Cosenza.
Die Nachbargemeinden sind: Belsito, Carpanzano, Grimaldi, Malito, Martirano (CZ), Motta Santa Lucia (CZ), Pedivigliano und Scigliano.